# Граймс, Брайан
Брайан Граймс (Bryan Grimes) (2 ноября 1828 — 14 августа 1880) — американский плантатор и военный, генерал армии Конфедерации во время Гражданской войны в США. Принимал участие практически во всех сражениях на восточном театре Гражданской войны.
Граймс был последним офицером Северовирджинской армии, которому генерал Ли присвоил звание генерал-майора. Он участвовал в последней атаке южан незадолго до капитуляции их армии у Аппоматтокса.

## Ранние годы
Брайан Граймс Младший родился на фамильной плантации «Гримсланд» в округе Питт в Северной Каролине. Его отец, Брайан Граймс Старший, был знатным плантатором. Его мать, Нэнси Грист, была матерью известного джорджианского генерала, которая умерла, когда Граймсу было 4 месяца и его воспитывала старшая сестра Сьюзан. Он окончил школу в округе Нэш и академию в Литтл-Вашингтон, а затем частную школу в Хиллсборо. В 15 лет он поступил в университет Северной Каролины, который окончил в 1848 году. Через год отец передал ему плантацию и 100 негров-рабов. 9 апреля 1851 года он женился на Элизабет Хиллард Дэвис, но она умерла через шесть лет. У них было четверо детей, один из которых, Брайан Граймс Третий, умер в младенчестве. Потрясенный этим событием, Граймс уехал в Европу.

## Гражданская война
Граймс вернулся из Европы как раз к началу гражданской войны. Он отправился посмотреть на бомбардировку форта Самтер, но прибыл на место уже после капитуляции форта. Тогда он поехал понаблюдать обстрел форта Пикенс, но обстрел отменили. Он посетил Новый Орлеан, а затем вернулся домой, где обнаружил, что его избрали делегатом на северокаролинский совет по сецессии. После ратификации постановления о сецессии Граймс уволился из Совета и 16 мая 1861 года вступил в армию Конфедерации в качестве подполковника 4-го северокаролинского полка (которым командовал Джордж Б. Андерсон). До 20 июля полк стоял в Гаррисберге, затем был направлен под Манассас, куда прибыл 29 июля, уже после первого сражения при Бул-Ране. Через полгода, 1 мая 1862 года он стал подполковником и участвовал в сражении при Севен-Пайнс, где 31 мая он был ранен. 19 июня 1862 года о стал полковником и стал командовать 4-м северокаролинским полком. Он прошел всю кампанию на полуострове, но пропустил Мэрилендскую кампанию из-за травмы ноги, которую ему повредила лошадь 5 сентября у переправы Эдвардс-Ферри. После выздоровления он вернулся в полк и временно командовал всей бригадой в отсутствие генерала Стивена Рамсера. Под его командованием бригада участвовала в сражении при Фредериксберге.

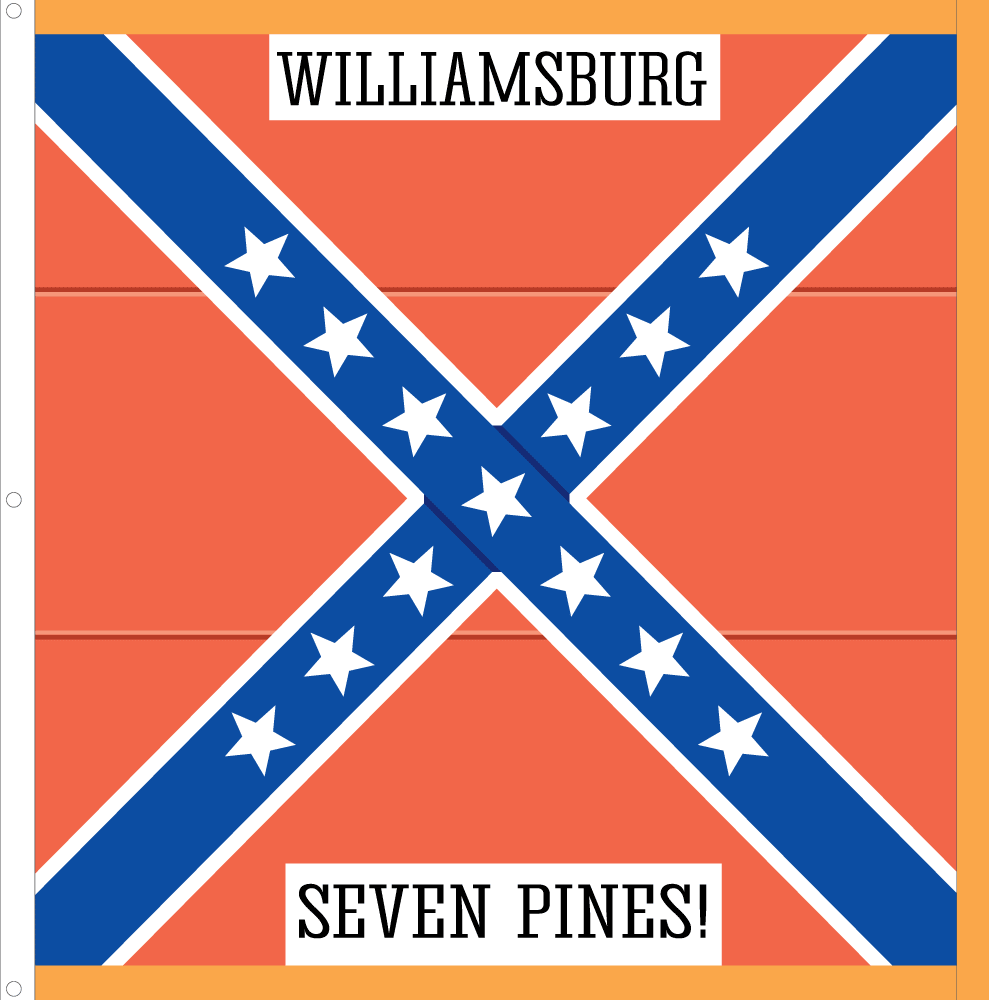
Знамя 4-го Северокаролинского пехотного полка

Граймс вернулся к командованию полком перед сражением при Чанселорсвилле, где он был свидетелем эвакуации раненого генерала Джексона. «Я вышел на дорогу посмотреть, не удастся ли что узнать по поводу услышанной стрельбы, и увидел людей, которые несли человека на носилках, и спросил и, кто это такой. Кто-то сказал: „Лейтенант Самтер“, а сделав еще несколько шагов, я встретил генерала Роудса, который поведал, что раненый офицер — не кто иной, как генерал Джексон, однако он решил, что стоит скрыть его ранение от солдат, во избежание упадка духа перед утренним трудным делом». В этом сражении Граймс снова был ранен, а этот раз в стопу. Граймс остался в строю и продолжил командовать полком в составе бригады Стивена Рамсера (в дивизии Роудса). Он участвовал в Геттисбергской кампании, а в первый день битвы при Геттисберге его полк участвовал в атаке на правый фланг I федерального корпуса.
Роудс отправил в атаку бригады О'Нила и Айверсона, а Рамсера оставил в резерве, хотя считал его более способным командиром. Когда атака первых двух бригад была отбита, Родс послал в бой бригаду Рамсера. Рамсер решил атаковать 14-м и 30-м Северокаролинскими полками левый фланг позиции противника, а 2-м и 4-м Северокаролинскими атаковать правый фланг, но Роудс вмешался, и отвёл 2-й и 4-й полки на Дубовый холм на случай атаки XI корпуса. Когда стало ясно, что этой атаки не будет, Граймс возглавил оба полка, повёл их вниз с холма и при поддержке правого крыла бригады атаковал федеральные позиции. Противник отступил, потеряв 800 или 900 человек пленными.
После отступления противника полк первым вступил на улицы города Геттисберг. После сражения полк следовал в арьергарде армии.
15 сентября 1863 года Граймс женился на Шарлотте Эмили Брайан и у них впоследствии было 10 детей, в том числе Джон Брайан Граймс, который стал секретарем штата.
Весной 1864 года полк Граймса участвовал в сражении в Глуши (где состоял в резерве) и при Спотсильвейни. После последнего сражения бригадный генерал Стивен Рамсер ушел на повышение и 19 мая Граймс получил звание бригадного генерала и стал командовать бывшей северокаролинской бригадой генерала Даниела, погибшего при Спотсильвейни. Осенью эта бригада была задействована в кампании в долине Шенандоа. 9 декабря, после гибели генерала Рамсера в сражении на Кедровом ручье, Граймс принял командование дивизией, и командовал ею до конца войны. Во время отступления к Аппоматоксу его дивизия состояла из четырех бригад:
- Алабамская бригада полковника Хобсона
- Северокаролинская «бригада Граймса», под ком. полковника Коварда
- Северокаролинская бригада Уильяма Кокса
- Джоржианская бригада под командованием полковника Эдвина Нэша

Ещё во время обороны Петерсберга, 15 февраля 1865 года, Граймс получил звание генерал-майора — он стал последним офицером Северовирджинской армии, получившим такое звание.
Во время сражения при Аппоматоксе Граймс повёл свою дивизию в последнюю атаку в истории Северовирджинской армии — им удалось расчистить путь отступления для армии, но было уже поздно, и генерал Ли предпочёл капитуляцию отступлению. В итоге 9 апреля дивизия Граймса сдалась в плен. 26 июня 1866 года Граймс был официально амнистирован.

## Послевоенная деятельность
После войны Граймс вернулся в Северную Каролину и ненадолго поселился в Роли. В январе 1867 года он вернулся в Граймслэнд и занялся фермерством.
В 1880 году он умер от руки наёмного убийцы Уильяма Паркера в округе Питт. Убийство было совершено предположительно для того, чтобы он не выступил свидетелем на важном судебном процессе. Вина Паркера признана не была, однако несколько лет спустя он в пьяном виде сознался в убийстве, был отправлен в тюрьму, но в ту же ночь разъяренная толпа вытащила его из тюрьмы и линчевала. За это действие никто так и не был осужден.
Граймса похоронили в фамильной часовне на плантации Граймслэнд, в 5 милях северо-западнее Чоковинити, в Северной Каролине.
Часть его писем, написанных в годы гражданской войны, были опубликованы после его смерти в 1883 году под названием «Extracts of Letters of Major Gen’l Bryan Grimes, to His Wife».

## В литературе
Граймс упоминается в стихотворении Генри Стокарда «Последняя атака при Аппоматтоксе»:
They formed -- that Carolina band --

With Grimes, the Spartan, in command.